# UD Las Palmas
Unión Deportiva Las Palmas je fotbalový klub z města Las Palmas na ostrově Gran Canaria. Klubové barvy jsou modrá a žlutá. Klub vznikl 22. srpna 1949 spojením pěti místních mužstev a už po dvou letech existence postoupil do Primera División, kde odehrál 31 sezón: 1951/52, 1954 až 1960, 1964 až 1983, 1985 až 1988 a 2000 až 2002. Nejlepším umístěním byla druhá příčka v sezoně 1968/69, v té době se také hráči klubu Tonono a Martín Marrero dostali do reprezentace. V roce 1978 hrálo Las Palmas ve finále Copa del Rey. Největším mezinárodním úspěchem byl postup do třetího kola Poháru UEFA 1972/73. V roce 2014 skončil klub na šestém místě Segunda División a postoupil do kvalifikace o postup do nejvyšší soutěže. V ní vyřadil Sporting de Gijón, když vyhrál oba zápasy 1:0, a vypadl s Córdoba CF po výsledcích 0:0 venku a 1:1 doma. V roce 2015 skončil čtvrtý a vrátil se do nejvyšší soutěže po vítězství v play-off nad Realem Zaragoza. V ligovém ročníku 2015/16 obsadil 11. místo.